# Heinz Kwiatkowski
Heinrich "Heinz" Kwiatkowski (Gelsenkirchen, 16 de julho de 1926 — Dortmund, 23 de maio de 2008) foi um futebolista alemão que atuava como goleiro.

## Carreira
Foi um dos jogadores da Seleção Alemã de Futebol que conquistou a Copa do Mundo FIFA de 1954. Além disso, disputou a Copa do Mundo FIFA de 1958 e foi um dos melhores goleiros da história do Borussia Dortmund, time no qual viria a ser técnico.